# The Voice Portugal (3.ª edição)
A terceira edição do programa The Voice Portugal estreou a 11 de outubro de 2015 na RTP1. O programa é apresentado por Catarina Furtado e Vasco Palmeirim, tendo como repórter de exterior e de bastidores Jani Gabriel. O grupo de mentores é constituído por Mickael Carreira, Marisa Liz, Anselmo Ralph e a estreante Aurea. 

## Equipas
| Vencedor(a) Segundo lugar Terceiro lugar Quarto lugar | Eliminado(a) nas Galas ao vivo Eliminado(a) nos Tira-Teimas Roubado(a) nas Batalhas Eliminado(a) nas Batalhas |

| Mentores                                                                                        | Concorrentes      | Concorrentes         | Concorrentes    | Concorrentes | Concorrentes | Concorrentes |
| ----------------------------------------------------------------------------------------------- | ----------------- | -------------------- | --------------- | ------------ | ------------ | ------------ |
| Mickael Carreira                                                                                |                   |                      |                 |              |              |              |
| Deolinda Kinzimba                                                                               | Guilherme Azevedo | Milene Sofia         | Sofia Silva     |              |              |              |
| Beatriz Felício                                                                                 | Pedro Melo        | Rúben Rodrigues      | Rui & Marcos    |              |              |              |
| Ana Vasconcelos                                                                                 | Joana Ferreira    | Ema & Sara Correia   | Catarina Melim  |              |              |              |
| Letícia Carvalho                                                                                | Inês Semide       | Francisco Coelho     |                 |              |              |              |
| Marisa Liz                                                                                      |                   |                      |                 |              |              |              |
| Sérgio Sousa                                                                                    | Alfredo Costa     | Pedro Maceiras       | Ricardo Mestre  |              |              |              |
| Joana Ferreira                                                                                  | Luís Baptista     | Ana Vasconcelos      | Romeu Bairos    |              |              |              |
| Patrícia Teixeira                                                                               | Pedro Gonçalves   | Júnior Oliveira      | José Costa      |              |              |              |
| Natasha Semmynova                                                                               | Marta Sousa       | Alex Vantrue         | Vânia Gonçalves |              |              |              |
| Aurea                                                                                           |                   |                      |                 |              |              |              |
| Patrícia Teixeira                                                                               | Soraia Tavares    | Inês Côrte-Real      | Nayr Faquirá    |              |              |              |
| Ana Sofia Neto                                                                                  | Emanuel Neves     | Nuno Vaz de Oliveira | Verónica Arruda |              |              |              |
| Sofia Silva                                                                                     | Simão Quintans    | Bruna Costa          | Mariana Tereso  |              |              |              |
| Maria Silva                                                                                     | Lúcia Mourinho    | Ana Isabel Freitas   |                 |              |              |              |
| Anselmo Ralph                                                                                   |                   |                      |                 |              |              |              |
| Pedro Gonçalves                                                                                 | Joana Melo        | Albina Bushmalyova   | Filipa Azevedo  |              |              |              |
| Ana Catarina Rodrigues                                                                          | Joana Santos      | Maria Inês Paris     | Sara Silva      |              |              |              |
| Vanessa Valadas                                                                                 | Rafaela Macedo    | Romeu Neto           | Laura Vargas    |              |              |              |
| Manuela Lima                                                                                    | Marco da Silva    | Patrícia Ferreira    |                 |              |              |              |
| Nota: Concorrentes roubados estão em itálico (nomes riscados na equipa de onde foram roubados). |                   |                      |                 |              |              |              |

## Provas Cegas
Legenda:

### 1.º Episódio (11 de outubro de 2015)
| Ordem | Concorrente                     | Idade   | Canção                               | Escolha dos mentores e dos concorrentes | Escolha dos mentores e dos concorrentes | Escolha dos mentores e dos concorrentes | Escolha dos mentores e dos concorrentes |
| Ordem | Concorrente                     | Idade   | Canção                               | Mickael                                 | Marisa                                  | Aurea                                   | Anselmo                                 |
| ----- | ------------------------------- | ------- | ------------------------------------ | --------------------------------------- | --------------------------------------- | --------------------------------------- | --------------------------------------- |
| 1     | Luís Baptista                   | 21      | "Love Me like You Do"                | ✔                                       | ✔                                       | ✔                                       | ✔                                       |
| 2     | Sérgio Sousa                    | 36      | "Nella Fantasia"                     | ✔                                       | ✔                                       | ✔                                       | ✔                                       |
| 3     | Pamela Salvado                  | 21      | "Mercy"                              | —                                       | —                                       | —                                       | —                                       |
| 4     | Ana Catarina Rodrigues          | 17      | "Vayorken"                           | —                                       | —                                       | —                                       | ✔                                       |
| 5     | Ana Sofia Silva                 | 19      | "And I Am Telling You I'm Not Going" | ✔                                       | ✔                                       | ✔                                       | ✔                                       |
| 6     | Filipa Teixeira & André Tavares | 16 & 17 | "Lips Are Movin"                     | —                                       | —                                       | —                                       | —                                       |
| 7     | Natasha Semmynova               | 35      | "Creep"                              | ✔                                       | ✔                                       | ✔                                       | ✔                                       |
| 8     | Letícia Carvalho                | 19      | "Papaoutai"                          | ✔                                       | ✔                                       | —                                       | —                                       |
| 9     | Gabriel Camilo                  | 27      | "Forget You"                         | —                                       | —                                       | —                                       | —                                       |
| 10    | Inês Côrte-Real                 | 21      | "Gravity"                            | ✔                                       | ✔                                       | ✔                                       | ✔                                       |
| 11    | Pedro Pereira                   | 16      | "Olhos Castanhos"                    | —                                       | —                                       | —                                       | —                                       |
| 12    | Romeu Bairos                    | 22      | "Purple Rain"                        | ✔                                       | ✔                                       | —                                       | —                                       |
| 13    | Deolinda Kinzimba               | 20      | "I Have Nothing"                     | ✔                                       | ✔                                       | ✔                                       | ✔                                       |

### 2.º Episódio (18 de outubro de 2015)
| Ordem | Concorrente           | Idade   | Canção                   | Escolha dos mentores e dos concorrentes | Escolha dos mentores e dos concorrentes | Escolha dos mentores e dos concorrentes | Escolha dos mentores e dos concorrentes |
| Ordem | Concorrente           | Idade   | Canção                   | Mickael                                 | Marisa                                  | Aurea                                   | Anselmo                                 |
| ----- | --------------------- | ------- | ------------------------ | --------------------------------------- | --------------------------------------- | --------------------------------------- | --------------------------------------- |
| 1     | Ricardo Mestre        | 23      | "I Will Always Love You" | ✔                                       | ✔                                       | ✔                                       | ✔                                       |
| 2     | Manuela Lima          | 53      | "O Meu Primeiro Amor"    | —                                       | —                                       | —                                       | ✔                                       |
| 3     | Mónica Raposeira      | 22      | "Make You Feel My Love"  | —                                       | —                                       | —                                       | —                                       |
| 4     | Ana Sofia Neto        | 17      | "Toxic"                  | ✔                                       | ✔                                       | ✔                                       | ✔                                       |
| 5     | Rui & Marcos Nogueira | 22 & 21 | "Hero"                   | ✔                                       | —                                       | —                                       | ✔                                       |
| 6     | André Ferreira        | 19      | "A minha Música"         | —                                       | —                                       | —                                       | —                                       |
| 7     | Joana Ferreira        | 24      | "Take Me to Church"      | ✔                                       | —                                       | ✔                                       | —                                       |
| 8     | Alfredo Costa         | 32      | "Eleanor Rigby"          | ✔                                       | ✔                                       | ✔                                       | ✔                                       |
| 9     | Diogo Ferreira        | 24      | "If I Ain't Got You"     | —                                       | —                                       | —                                       | —                                       |
| 10    | Nayr Faquirá          | 17      | "At Last"                | ✔                                       | —                                       | ✔                                       | —                                       |
| 11    | Alex Vantrue          | 24      | "Vais Partir"            | —                                       | ✔                                       | —                                       | —                                       |
| 12    | Ana Luísa Abreu       | 25      | "I Kissed a Girl"        | —                                       | —                                       | —                                       | —                                       |
| 13    | Soraia Tavares        | 21      | "I Dreamed a Dream"      | ✔                                       | ✔                                       | ✔                                       | —                                       |
| 14    | Joana Melo            | 31      | "Ó Gente da Minha Terra" | ✔                                       | ✔                                       | ✔                                       | ✔                                       |

### 3.º Episódio (25 de outubro de 2015)
| Ordem | Concorrente        | Idade | Canção                     | Escolha dos mentores e dos concorrentes | Escolha dos mentores e dos concorrentes | Escolha dos mentores e dos concorrentes | Escolha dos mentores e dos concorrentes |
| Ordem | Concorrente        | Idade | Canção                     | Mickael                                 | Marisa                                  | Aurea                                   | Anselmo                                 |
| ----- | ------------------ | ----- | -------------------------- | --------------------------------------- | --------------------------------------- | --------------------------------------- | --------------------------------------- |
| 1     | Guilherme Azevedo  | 19    | "When a Man Loves a Woman" | ✔                                       | ✔                                       | ✔                                       | ✔                                       |
| 2     | Beatriz Felício    | 16    | "Rosa Branca"              | ✔                                       | —                                       | ✔                                       | —                                       |
| 3     | Joana Leite        | 23    | "Lonely Boy"               | —                                       | —                                       | —                                       | —                                       |
| 4     | Laura Vargas       | 22    | "I Will Survive"           | —                                       | —                                       | —                                       | ✔                                       |
| 5     | Pedro Maceiras     | 29    | "Plug In Baby"             | ✔                                       | ✔                                       | ✔                                       | ✔                                       |
| 6     | Alexis Cau         | 15    | "I'm Not the Only One"     | —                                       | —                                       | —                                       | —                                       |
| 7     | Milene Sofia       | 19    | "Highway To Hell"          | ✔                                       | —                                       | ✔                                       | ✔                                       |
| 8     | Marco da Silva     | 30    | "Única Mulher"             | —                                       | —                                       | —                                       | ✔                                       |
| 9     | Edmundo Inácio     | 16    | "Frágil"                   | —                                       | —                                       | —                                       | —                                       |
| 10    | Ana Isabel Freitas | 19    | "Think Of Me"              | ✔                                       | ✔                                       | ✔                                       | ✔                                       |
| 11    | Rafael Bailão      | 16    | "Radioactive"              | —                                       | —                                       | —                                       | —                                       |
| 12    | Albina Bushmalyova | 18    | "Non, je ne regrette rien" | ✔                                       | —                                       | —                                       | ✔                                       |
| 13    | Filipa Azevedo     | 24    | "At Last"                  | ✔                                       | ✔                                       | ✔                                       | ✔                                       |
| 14    | Marta Sousa        | 34    | "All by Myself"            | ✔                                       | ✔                                       | ✔                                       | ✔                                       |

### 4.º Episódio (1 de novembro de 2015)
| Ordem | Concorrente       | Idade | Canção                        | Escolha dos mentores e dos concorrentes | Escolha dos mentores e dos concorrentes | Escolha dos mentores e dos concorrentes | Escolha dos mentores e dos concorrentes |
| Ordem | Concorrente       | Idade | Canção                        | Mickael                                 | Marisa                                  | Aurea                                   | Anselmo                                 |
| ----- | ----------------- | ----- | ----------------------------- | --------------------------------------- | --------------------------------------- | --------------------------------------- | --------------------------------------- |
| 1     | Diana Lima        | 17    | "Sweet Dreams"                | —                                       | —                                       | —                                       | —                                       |
| 2     | Rúben Rodrigues   | 17    | "Dear Future Husband"         | ✔                                       | ✔                                       | ✔                                       | ✔                                       |
| 3     | Patrícia Ferreira | 18    | "The Show Must Go On"         | ✔                                       | —                                       | ✔                                       | ✔                                       |
| 4     | Francisco Coelho  | 23    | "Porque Ainda Te Amo"         | ✔                                       | —                                       | —                                       | —                                       |
| 5     | David Pinho       | 17    | "Pica do 7"                   | —                                       | —                                       | —                                       | —                                       |
| 6     | Romeu Neto        | 27    | "Fields of Gold"              | —                                       | ✔                                       | ✔                                       | ✔                                       |
| 7     | Bruna Costa       | 15    | "Riptide"                     | —                                       | —                                       | ✔                                       | —                                       |
| 8     | Raquel Nunes      | 28    | "Smells Like Teen Spirit"     | —                                       | —                                       | —                                       | —                                       |
| 9     | Pedro Melo        | 21    | "Cannonball"                  | ✔                                       | —                                       | —                                       | ✔                                       |
| 10    | Verónica Arruda   | 30    | "Rolling in the Deep"         | —                                       | —                                       | ✔                                       | —                                       |
| 11    | Hugo Garrido      | 16    | "Lay Me Down"                 | —                                       | —                                       | —                                       | —                                       |
| 12    | Sara Silva        | 31    | "You Shook Me All Night Long" | ✔                                       | —                                       | —                                       | ✔                                       |
| 13    | Daniel Caires     | 20    | "The A Team"                  | —                                       | —                                       | —                                       | —                                       |
| 14    | Joana Santos      | 24    | "A Rua Mais Lisboeta"         | ✔                                       | ✔                                       | ✔                                       | ✔                                       |
| 15    | Patrícia Teixeira | 21    | "Hallelujah"                  | ✔                                       | ✔                                       | ✔                                       | ✔                                       |

### 5.º Episódio (8 de novembro de 2015)
| Ordem | Concorrente          | Idade   | Canção                                    | Escolha dos mentores e dos concorrentes | Escolha dos mentores e dos concorrentes | Escolha dos mentores e dos concorrentes | Escolha dos mentores e dos concorrentes |
| Ordem | Concorrente          | Idade   | Canção                                    | Mickael                                 | Marisa                                  | Aurea                                   | Anselmo                                 |
| ----- | -------------------- | ------- | ----------------------------------------- | --------------------------------------- | --------------------------------------- | --------------------------------------- | --------------------------------------- |
| 1     | Ana Catarina         | 16      | "Flashlight"                              | —                                       | —                                       | —                                       | —                                       |
| 2     | Emanuel Neves        | 22      | "Time Is Running Out"                     | ✔                                       | —                                       | ✔                                       | ✔                                       |
| 3     | Inês Semide          | 18      | "Canção de Alterne"                       | ✔                                       | —                                       | —                                       | ✔                                       |
| 4     | Mariana Tereso       | 16      | "Your Song"                               | —                                       | —                                       | ✔                                       | —                                       |
| 5     | Pedro Menezes        | 18      | "Yellow"                                  | —                                       | —                                       | —                                       | —                                       |
| 6     | Afonso Silva         | 18      | "Reader's Digest"                         | —                                       | —                                       | —                                       | —                                       |
| 7     | Ema & Sara Correia   | 16 & 18 | "Stay With Me"                            | ✔                                       | —                                       | —                                       | ✔                                       |
| 8     | Simão Quintans       | 16      | "Love Is Easy"                            | —                                       | —                                       | ✔                                       | —                                       |
| 9     | Walter Alexandre     | 28      | "Wake Me Up"                              | —                                       | —                                       | —                                       | —                                       |
| 10    | Nuno Vaz de Oliveira | 18      | "High and Dry"                            | —                                       | —                                       | ✔                                       | ✔                                       |
| 11    | Joana Ferreira       | 24      | "Chandelier"                              | —                                       | ✔                                       | —                                       | ✔                                       |
| 12    | Vanessa Valadas      | 25      | "Lay Me Down"                             | ✔                                       | —                                       | —                                       | ✔                                       |
| 13    | Ricardo Martins      | 43      | "Frágil"                                  | —                                       | —                                       | —                                       | —                                       |
| 14    | Maria Inês Paris     | 19      | "(You Make Me Feel Like) A Natural Woman" | —                                       | —                                       | —                                       | ✔                                       |
| 15    | Júnior Oliveira      | 18      | "Rosa Sangue"                             | ✔                                       | ✔                                       | ✔                                       | ✔                                       |

### 6.º Episódio (15 de novembro de 2015)
| Ordem | Concorrente                         | Idade | Canção                           | Escolha dos mentores e dos concorrentes | Escolha dos mentores e dos concorrentes | Escolha dos mentores e dos concorrentes | Escolha dos mentores e dos concorrentes |
| Ordem | Concorrente                         | Idade | Canção                           | Mickael                                 | Marisa                                  | Aurea                                   | Anselmo                                 |
| ----- | ----------------------------------- | ----- | -------------------------------- | --------------------------------------- | --------------------------------------- | --------------------------------------- | --------------------------------------- |
| 1     | Lúcia Mourinho                      | 27    | "Ó Gente da Minha Terra"         | ✔                                       | —                                       | ✔                                       | —                                       |
| 2     | Vera Lima                           | 24    | "Movimento Perpétuo Associativo" | —                                       | —                                       | —                                       | —                                       |
| 3     | Vânia Gonçalves                     | 24    | "Whole Lotta Love"               | ✔                                       | ✔                                       | ✔                                       | ✔                                       |
| 4     | Maria Silva                         | 21    | "Busy (for me)"                  | ✔                                       | —                                       | ✔                                       | —                                       |
| 5     | Diana Reis                          | 19    | "The Way You Make Me Feel"       | —                                       | —                                       | Equipa cheia                            | —                                       |
| 6     | José Costa                          | 18    | "Hurt"                           | —                                       | ✔                                       | Equipa cheia                            | —                                       |
| 7     | Miguel Valente & Francisco Monteiro | 16    | "Radioactive"                    | —                                       | Equipa cheia                            | Equipa cheia                            | —                                       |
| 8     | Catarina Melim                      | 19    | "Autumn Leaves"                  | ✔                                       | Equipa cheia                            | Equipa cheia                            | ✔                                       |
| 9     | Carolina Cardoso                    | 18    | "Summertime Sadness"             | —                                       | Equipa cheia                            | Equipa cheia                            | —                                       |
| 10    | Rafaela Macedo                      | 19    | "Yellow"                         | —                                       | Equipa cheia                            | Equipa cheia                            | ✔                                       |
| 11    | Bruno Alves                         | 17    | "Fight Song"                     | —                                       | Equipa cheia                            | Equipa cheia                            | Equipa cheia                            |
| 12    | Beatriz Rocha                       | 19    | "Addicted to You"                | —                                       | Equipa cheia                            | Equipa cheia                            | Equipa cheia                            |
| 13    | Nicolas Duarte                      | 18    | "Say Something"                  | —                                       | Equipa cheia                            | Equipa cheia                            | Equipa cheia                            |
| 14    | Ana Sampaio                         | 24    | "Boa Sorte/Good Luck"            | —                                       | Equipa cheia                            | Equipa cheia                            | Equipa cheia                            |
| 15    | Ana Vasconcelos                     | 45    | "At Last"                        | ✔                                       | Equipa cheia                            | Equipa cheia                            | Equipa cheia                            |
| 16    | Pedro Gonçalves                     | 18    | "Iris"                           | ✔                                       | ✔                                       | ✔                                       | ✔                                       |

## As Batalhas
Os conselheiros desta edição foram: Tony Carreira para a Equipa do Mickael, Tiago Pais Dias para a Equipa da Marisa, Rui Ribeiro para a Equipa da Aurea e Agir para a Equipa do Anselmo.
Legenda:
| Episódio                      | Mentor           | Ordem | Vencedor               | Canção                          | Vencido            | Resultado para 'Salvar' | Resultado para 'Salvar' | Resultado para 'Salvar' | Resultado para 'Salvar' |
| Episódio                      | Mentor           | Ordem | Vencedor               | Canção                          | Vencido            | Mickael                 | Marisa                  | Aurea                   | Anselmo                 |
| ----------------------------- | ---------------- | ----- | ---------------------- | ------------------------------- | ------------------ | ----------------------- | ----------------------- | ----------------------- | ----------------------- |
| 7.º Episódio (22 de novembro) | Anselmo Ralph    | 1     | Sara Silva             | "(I Can't Get No) Satisfaction" | Patrícia Ferreira  | —                       | —                       | —                       | —                       |
| 7.º Episódio (22 de novembro) | Marisa Liz       | 2     | Luís Baptista          | "Thinking Out Loud"             | Pedro Gonçalves    | ✔                       | —                       | —                       | ✔                       |
| 7.º Episódio (22 de novembro) | Aurea            | 3     | Soraia Tavares         | "Come What May"                 | Ana Isabel Freitas | —                       | —                       | —                       | Equipa cheia            |
| 7.º Episódio (22 de novembro) | Mickael Carreira | 4     | Guilherme Azevedo      | "Angels"                        | Francisco Coelho   | —                       | —                       | —                       | Equipa cheia            |
| 7.º Episódio (22 de novembro) | Marisa Liz       | 5     | Pedro Maceiras         | "Innuendo"                      | Alex Vantrue       | —                       | —                       | —                       | Equipa cheia            |
| 7.º Episódio (22 de novembro) | Marisa Liz       | 5     | Pedro Maceiras         | "Innuendo"                      | Vânia Gonçalves    | —                       | —                       | —                       | Equipa cheia            |
| 7.º Episódio (22 de novembro) | Anselmo Ralph    | 6     | Ana Catarina Rodrigues | "Tempo é Dinheiro"              | Marco da Silva     | —                       | —                       | —                       | Equipa cheia            |
| 7.º Episódio (22 de novembro) | Marisa Liz       | 7     | Romeu Bairos           | "Wonder Why"                    | Marta Sousa        | —                       | —                       | —                       | Equipa cheia            |
| 7.º Episódio (22 de novembro) | Mickael Carreira | 8     | Deolinda Kinzimba      | "A Moment Like This"            | Ana Vasconcelos    | —                       | ✔                       | —                       | Equipa cheia            |
|                               |                  |       |                        |                                 |                    |                         |                         |                         |                         |
| 8.º Episódio (29 de novembro) | Aurea            | 1     | Nayr Faquirá           | "Não me Deixes Partir"          | Lúcia Mourinho     | —                       | Equipa cheia            | —                       | Equipa cheia            |
| 8.º Episódio (29 de novembro) | Marisa Liz       | 2     | Sérgio Sousa           | "Your Song"                     | Natasha Semmynova  | —                       | Equipa cheia            | —                       | Equipa cheia            |
| 8.º Episódio (29 de novembro) | Anselmo Ralph    | 3     | Joana Melo             | "Lágrima"                       | Manuela Lima       | —                       | Equipa cheia            | —                       | Equipa cheia            |
| 8.º Episódio (29 de novembro) | Aurea            | 4     | Ana Sofia Neto         | "Crazy in Love"                 | Maria Silva        | —                       | Equipa cheia            | —                       | Equipa cheia            |
| 8.º Episódio (29 de novembro) | Mickael Carreira | 5     | Beatriz Felício        | "Desfado"                       | Inês Semide        | —                       | Equipa cheia            | —                       | Equipa cheia            |
| 8.º Episódio (29 de novembro) | Marisa Liz       | 6     | Alfredo Costa          | "Don't Give Up"                 | Patrícia Teixeira  | —                       | Equipa cheia            | ✔                       | Equipa cheia            |
| 8.º Episódio (29 de novembro) | Aurea            | 7     | Inês Côrte-Real        | "Skinny Love"                   | Mariana Tereso     | —                       | Equipa cheia            | Equipa cheia            | Equipa cheia            |
| 8.º Episódio (29 de novembro) | Mickael Carreira | 8     | Milene Sofia           | "It's My Life"                  | Joana Ferreira     | —                       | Equipa cheia            | Equipa cheia            | Equipa cheia            |
| 8.º Episódio (29 de novembro) | Anselmo Ralph    | 9     | Filipa Azevedo         | "Halo"                          | Laura Vargas       | —                       | Equipa cheia            | Equipa cheia            | Equipa cheia            |
|                               |                  |       |                        |                                 |                    |                         |                         |                         |                         |
| 9.º Episódio (6 de dezembro)  | Anselmo Ralph    | 1     | Joana Santos           | "One"                           | Romeu Neto         | —                       | Equipa cheia            | Equipa cheia            | Equipa cheia            |
| 9.º Episódio (6 de dezembro)  | Marisa Liz       | 2     | Joana Ferreira         | "Eu não sei quem te perdeu"     | José Costa         | —                       | Equipa cheia            | Equipa cheia            | Equipa cheia            |
| 9.º Episódio (6 de dezembro)  | Mickael Carreira | 3     | Rúben Rodrigues        | "Love Me Harder"                | Letícia Carvalho   | —                       | Equipa cheia            | Equipa cheia            | Equipa cheia            |
| 9.º Episódio (6 de dezembro)  | Anselmo Ralph    | 4     | Albina Bushmalyova     | "Someone Like You"              | Rafaela Macedo     | —                       | Equipa cheia            | Equipa cheia            | Equipa cheia            |
| 9.º Episódio (6 de dezembro)  | Aurea            | 5     | Emanuel Neves          | "Are You Gonna Go My Way"       | Sofia Silva        | ✔                       | Equipa cheia            | Equipa cheia            | Equipa cheia            |
| 9.º Episódio (6 de dezembro)  | Aurea            | 6     | Nuno Vaz de Oliveira   | "Try Again"                     | Bruna Costa        | Equipa cheia            | Equipa cheia            | Equipa cheia            | Equipa cheia            |
| 9.º Episódio (6 de dezembro)  | Mickael Carreira | 7     | Pedro Melo             | "Photograph"                    | Catarina Melim     | Equipa cheia            | Equipa cheia            | Equipa cheia            | Equipa cheia            |
| 9.º Episódio (6 de dezembro)  | Mickael Carreira | 8     | Rui & Marcos           | "Say Something"                 | Ema & Sara         | Equipa cheia            | Equipa cheia            | Equipa cheia            | Equipa cheia            |
| 9.º Episódio (6 de dezembro)  | Anselmo Ralph    | 9     | Maria Inês Paris       | "Stay"                          | Vanessa Valadas    | Equipa cheia            | Equipa cheia            | Equipa cheia            | Equipa cheia            |
| 9.º Episódio (6 de dezembro)  | Aurea            | 10    | Verónica Arruda        | "Stay With Me"                  | Simão Quintans     | Equipa cheia            | Equipa cheia            | Equipa cheia            | Equipa cheia            |
| 9.º Episódio (6 de dezembro)  | Marisa Liz       | 11    | Ricardo Mestre         | "Earned It"                     | Júnior Oliveira    | Equipa cheia            | Equipa cheia            | Equipa cheia            | Equipa cheia            |

## Tira-Teimas
Na fase de Tira-Teimas, todas as equipas tiveram como conselheira a fadista, Simone de Oliveira.
Legenda:

### 10.º Episódio (13 de dezembro de 2015)
| Ordem | Mentor           | Concorrente           | Canção                           | Resultado  |
| ----- | ---------------- | --------------------- | -------------------------------- | ---------- |
| 1     | Aurea            | Nuno Vaz de Oliveira  | "Give Me Love"                   | Eliminado  |
| 2     | Aurea            | Soraia Tavares        | "Love on Top"                    | Salva      |
| 3     | Aurea            | Nayr Faquirá          | "Turning Tables"                 | Salva      |
| 4     | Aurea            | Verónica Arruda       | "Girl on Fire"                   | Eliminada  |
| 5     | Anselmo Ralph    | Maria Inês Paris      | "Mama Do (Uh Oh, Uh Oh)"         | Eliminada  |
| 6     | Anselmo Ralph    | Sara Silva            | "Wrecking Ball"                  | Eliminada  |
| 7     | Anselmo Ralph    | Joana Melo            | "Proud Mary"                     | Salva      |
| 8     | Anselmo Ralph    | Pedro Gonçalves       | "Jealous"                        | Salvo      |
| 9     | Marisa Liz       | Romeu Bairos          | "Easy"                           | Eliminado  |
| 10    | Marisa Liz       | Ana Vasconcelos       | "It's All Coming Back to Me Now" | Eliminada  |
| 11    | Marisa Liz       | Alfredo Costa         | "You Are So Beautiful"           | Salvo      |
| 12    | Marisa Liz       | Sérgio Sousa          | "Con te partirò"                 | Salvo      |
| 13    | Mickael Carreira | Rui & Marcos Nogueira | "Against All Odds"               | Eliminados |
| 14    | Mickael Carreira | Milene Sofia          | "Read All About It, Pt. III"     | Salva      |
| 15    | Mickael Carreira | Rúben Rodrigues       | "Fix You"                        | Eliminado  |
| 16    | Mickael Carreira | Deolinda Kinzimba     | "Listen"                         | Salva      |

### 11.º Episódio (20 de dezembro de 2015)
| Ordem | Mentor           | Concorrente            | Canção                        | Resultado |
| ----- | ---------------- | ---------------------- | ----------------------------- | --------- |
| 1     | Aurea            | Inês Côrte-Real        | "Price Tag"                   | Salva     |
| 2     | Aurea            | Patrícia Teixeira      | "Feeling Good"                | Salva     |
| 3     | Aurea            | Ana Sofia Neto         | "Royals"                      | Eliminada |
| 4     | Aurea            | Emanuel Neves          | "Best of You"                 | Eliminado |
| 5     | Mickael Carreira | Guilherme Azevedo      | "Caruso"                      | Salvo     |
| 6     | Mickael Carreira | Pedro Melo             | "Morena"                      | Eliminado |
| 7     | Mickael Carreira | Beatriz Felício        | "No teu Poema"                | Eliminada |
| 8     | Mickael Carreira | Sofia Silva            | "One and Only"                | Salva     |
| 9     | Anselmo Ralph    | Joana Santos           | "Se o Mundo dá tantas voltas" | Eliminada |
| 10    | Anselmo Ralph    | Filipa Azevedo         | "Lay me Down"                 | Salva     |
| 11    | Anselmo Ralph    | Ana Catarina Rodrigues | "Hopeful"                     | Eliminada |
| 12    | Anselmo Ralph    | Albina Bushmalyova     | "Blank Page"                  | Salva     |
| 13    | Marisa Liz       | Joana Ferreira         | "The Story"                   | Eliminada |
| 14    | Marisa Liz       | Luís Baptista          | "Clocks"                      | Eliminado |
| 15    | Marisa Liz       | Ricardo Mestre         | "Who Wants to Live Forever"   | Salvo     |
| 16    | Marisa Liz       | Pedro Maceiras         | "Wicked Game"                 | Salvo     |

## Galas em Direto
Legenda:

### 12.º Episódio (27 de dezembro de 2015)
| Ordem | Mentor           | Concorrente        | Canção                           | Resultado          |
| ----- | ---------------- | ------------------ | -------------------------------- | ------------------ |
| 1     | Marisa Liz       | Ricardo Mestre     | "Earth Song"                     | Eliminado          |
| 2     | Marisa Liz       | Alfredo Costa      | "Eu sei"                         | Salvo pela Marisa  |
| 3     | Marisa Liz       | Pedro Maceiras     | "Closer to the Edge"             | Eliminado          |
| 4     | Marisa Liz       | Sérgio Sousa       | "Nessun dorma"                   | Salvo pelo Público |
| 5     | Aurea            | Soraia Tavares     | "One Night Only"                 | Salva pela Aurea   |
| 6     | Aurea            | Inês Côrte-Real    | "I Won't Give Up"                | Eliminada          |
| 7     | Aurea            | Nayr Faquirá       | "Oh Happy Day"                   | Eliminada          |
| 8     | Aurea            | Patrícia Teixeira  | "It's a Man's Man's Man's World" | Salva pelo Público |
| 9     | Anselmo Ralph    | Filipa Azevedo     | "Hello"                          | Eliminada          |
| 10    | Anselmo Ralph    | Albina Bushmalyova | "Elastic Heart"                  | Eliminada          |
| 11    | Anselmo Ralph    | Joana Melo         | "Estranha Forma de Vida"         | Salva pelo Anselmo |
| 12    | Anselmo Ralph    | Pedro Gonçalves    | "Love of My Life"                | Salvo pelo Público |
| 13    | Mickael Carreira | Sofia Silva        | "Respect"                        | Eliminada          |
| 14    | Mickael Carreira | Milene Sofia       | "Mamma Knows Best"               | Eliminada          |
| 15    | Mickael Carreira | Guilherme Azevedo  | "Can You Feel the Love Tonight"  | Salvo pelo Mickael |
| 16    | Mickael Carreira | Deolinda Kinzimba  | "Hero"                           | Salva pelo Público |

| Ordem | Artista(s) | Canção                         |
| ----- | ---------- | ------------------------------ |
| 1     | Top 16     | "Flashdance... What a Feeling" |

### 13.º Episódio (3 de janeiro de 2016)
| Ordem | Mentor           | Concorrente       | Canção                 | Pontos do Mentor | Pontos do Público | Total | Resultado |
| ----- | ---------------- | ----------------- | ---------------------- | ---------------- | ----------------- | ----- | --------- |
| 1     | Aurea            | Patrícia Teixeira | "I Put a Spell on You" | 24               | 26                | 50    | Salva     |
| 2     | Aurea            | Soraia Tavares    | "I Believe I Can Fly"  | 26               | 24                | 50    | Eliminada |
| 3     | Mickael Carreira | Deolinda Kinzimba | "Hurt"                 | 28               | 26                | 54    | Salva     |
| 4     | Mickael Carreira | Guilherme Azevedo | "You Raise Me Up"      | 22               | 24                | 46    | Eliminado |
| 5     | Anselmo Ralph    | Pedro Gonçalves   | "Beauty and a Beat"    | 28               | 37                | 65    | Salvo     |
| 6     | Anselmo Ralph    | Joana Melo        | "Chuva"                | 22               | 13                | 35    | Eliminada |
| 7     | Marisa Liz       | Alfredo Costa     | "Come Together"        | 26               | 19                | 45    | Eliminado |
| 8     | Marisa Liz       | Sérgio Sousa      | "My Way"               | 24               | 31                | 55    | Salvo     |

| Ordem | Artista(s)                                       | Canção                |
| ----- | ------------------------------------------------ | --------------------- |
| 1     | Aurea & Equipa (Patrícia e Soraia)               | "Knock on Wood"       |
| 2     | Mickael Carreira & Equipa (Deolinda e Guilherme) | "El Perdón"           |
| 3     | Anselmo Ralph & Equipa (Pedro e Joana)           | "When I Was Your Man" |
| 4     | Marisa Liz & Equipa (Alfredo e Sérgio)           | "E Depois do Adeus"   |

### 14.º Episódio (10 de janeiro de 2016)
| Mentor           | Concorrente       | Ordem | Canção                            | Ordem            | Canção               | Resultado |  |
| ---------------- | ----------------- | ----- | --------------------------------- | ---------------- | -------------------- | --------- |  |
| Marisa Liz       | Sérgio Sousa      | 1     | "La donna è mobile"               | 6                | "Con te partirò"     | 3.º Lugar |  |
| Anselmo Ralph    | Pedro Gonçalves   | 2     | "The Blower's Daughter"           | 5                | "Jealous"            | Top 2     |  |
| Mickael Carreira | Deolinda Kinzimba | 3     | "I Will Always Love You"          | 8                | "A Moment Like This" | Top 2     |  |
| Aurea            | Patrícia Teixeira | 4     | "I Just Want to Make Love to You" | 7                | "Hallelujah"         | 4.º Lugar |  |
|                  |                   |       |                                   |                  |                      |           |  |
| Duelo Final      |                   |       |                                   |                  |                      |           |  |
| Anselmo Ralph    | Pedro Gonçalves   | 1     | "Iris"                            | "Iris"           | "Iris"               | 2.º Lugar |  |
| Mickael Carreira | Deolinda Kinzimba | 2     | "I Have Nothing"                  | "I Have Nothing" | "I Have Nothing"     | Vencedora |  |

| Ordem | Artista(s)                                          | Canção              |
| ----- | --------------------------------------------------- | ------------------- |
| 1     | Ana Moura                                           | "Dia de Folga"      |
| 2     | Rui Drummond, Patrícia Teixeira e Sérgio Sousa      | "Shut Up and Dance" |
| 3     | David Carreira, Pedro Gonçalves e Deolinda Kinzimba | "In Love"           |
| 4     | Amor Electro c/ elementos da Equipa Marisa          | "Meia Noite"        |
| 5     | Aurea                                               | "I Didn't Mean It"  |

## Resultados das Galas

### Todos
Informação dos concorrentes
| Artista da Equipa Mickael Artista da Equipa Marisa | Artista da Equipa Aurea Artista da Equipa Anselmo |

Detalhes dos resultados
| Vencedor(a) Segundo Lugar Terceiro Lugar Quarto Lugar | Artista avançou para a final Artista foi salvo(a) pelo público Artista foi salvo(a) pelo(a) mentor(a) Artista foi eliminado(a) |

| Concorrente | Concorrente        | 1ª Gala   | 2ª Gala             | Final               |
| ----------- | ------------------ | --------- | ------------------- | ------------------- |
|             | Deolinda Kinzimba  | Salva     | Salva               | Vencedora           |
|             | Pedro Gonçalves    | Salvo     | Salvo               | 2.° Lugar           |
|             | Sérgio Sousa       | Salvo     | Salvo               | 3.° Lugar           |
|             | Patrícia Teixeira  | Salva     | Salva               | 4.° Lugar           |
|             | Alfredo Costa      | Salvo     | Eliminado           | Eliminados (Gala 2) |
|             | Guilherme Azevedo  | Salvo     | Eliminado           | Eliminados (Gala 2) |
|             | Joana Melo         | Salva     | Eliminada           | Eliminados (Gala 2) |
|             | Soraia Tavares     | Salva     | Eliminada           | Eliminados (Gala 2) |
|             | Albina Bushmalyova | Eliminada | Eliminados (Gala 1) | Eliminados (Gala 1) |
|             | Filipa Azevedo     | Eliminada | Eliminados (Gala 1) | Eliminados (Gala 1) |
|             | Inês Côrte-Real    | Eliminada | Eliminados (Gala 1) | Eliminados (Gala 1) |
|             | Milene Sofia       | Eliminada | Eliminados (Gala 1) | Eliminados (Gala 1) |
|             | Nayr Faquirá       | Eliminada | Eliminados (Gala 1) | Eliminados (Gala 1) |
|             | Pedro Maceiras     | Eliminado | Eliminados (Gala 1) | Eliminados (Gala 1) |
|             | Ricardo Mestre     | Eliminado | Eliminados (Gala 1) | Eliminados (Gala 1) |
|             | Sofia Silva        | Eliminada | Eliminados (Gala 1) | Eliminados (Gala 1) |

### Por equipas
Informação dos concorrentes
| Artista da Equipa Mickael Artista da Equipa Marisa | Artista da Equipa Aurea Artista da Equipa Anselmo |

Detalhes dos resultados
| Vencedor(a) Segundo Lugar Terceiro Lugar | Quarto Lugar Artista foi eliminado(a) |

| Concorrente | Concorrente        | Galas     | Galas     | Final     |
| Concorrente | Concorrente        | 1ª        | 2ª        | Final     |
| ----------- | ------------------ | --------- | --------- | --------- |
|             | Deolinda Kinzimba  | Salva     | Salva     | Vencedora |
|             | Guilherme Azevedo  | Salvo     | Eliminado |           |
|             | Milene Sofia       | Eliminada |           |           |
|             | Sofia Silva        | Eliminada |           |           |
|             |                    |           |           |           |
|             | Sérgio Sousa       | Salvo     | Salvo     | 3.° Lugar |
|             | Alfredo Costa      | Salvo     | Eliminado |           |
|             | Pedro Maceiras     | Eliminado |           |           |
|             | Ricardo Mestre     | Eliminado |           |           |
|             |                    |           |           |           |
|             | Patrícia Teixeira  | Salva     | Salva     | 4.° Lugar |
|             | Soraia Tavares     | Salva     | Eliminada |           |
|             | Inês Cortê-Real    | Eliminada |           |           |
|             | Nayr Faquirá       | Eliminada |           |           |
|             |                    |           |           |           |
|             | Pedro Gonçalves    | Salvo     | Salvo     | 2.° Lugar |
|             | Joana Melo         | Salva     | Eliminada |           |
|             | Albina Bushmalyova | Eliminada |           |           |
|             | Filipa Azevedo     | Eliminada |           |           |

## Concorrentes que apareceram em outros programas ou edições
- Ana Luísa Abreu esteve no casting para o Ídolos 2012, mas não foi apurada para a Fase do Teatro.
- Joana Melo ficou em 3.º Lugar na OT2003.
- Luís Baptista e Guilherme Azevedo foram concorrentes da 3.ª edição de Uma Canção para Ti, em 2009. Guilherme foi vencedor do programa e Luís ficou pela 1.ª semifinal.
- Beatriz Felício participou também em Uma Canção para Ti, na 4.ª edição (2011).
- Joana Leite fez parte da Equipa Reininho n'A Voz de Portugal. Foi eliminada na fase de batalhas.
- Rafael Bailão foi concorrente da 1.ª edição de Uma Canção para Ti, em 2008.
- Sara Correia (Ema & Sara) foi concorrente da 2.ª edição de Uma Canção para Ti, em 2009.
- Júnior Oliveira ficou no Top 10 da 2.ª edição do Factor X.
- Filipa Azevedo foi, em conjunto com a sua mãe, vencedora de Família Superstar.
- Ana Vasconcelos participou no Família Superstar com a sua filha Mariana Bandhold, também ex-concorrente do The Voice.
- Pedro Gonçalves e Patrícia Teixeira participaram no The Voice Portugal 2014, mas não viraram nenhuma cadeira.

## Audiências
Legenda:
     — Audiência mais elevada da temporada
     — Audiência mais baixa da temporada
| Episódio | Episódio              | Transmissão original   | Horário        | Espetadores (em milhões) | Share | Posição (Dia) | Rating | Ref.   |
| -------- | --------------------- | ---------------------- | -------------- | ------------------------ | ----- | ------------- | ------ | ------ |
| 1        | Provas Cegas, Parte 1 | 11 de Outubro de 2015  | Domingo 21:15h | 1 170 000                | 24,1% | #2            | 12.1%  | [ 5 ]  |
| 2        | Provas Cegas, Parte 2 | 18 de Outubro de 2015  | Domingo 21:15h | 1 225 500                | 25,2% | #2            | 12.9%  | [ 6 ]  |
| 3        | Provas Cegas, Parte 3 | 25 de Outubro de 2015  | Domingo 21:15h | 1 187 500                | 26,0% | #1            | 12.5%  | [ 7 ]  |
| 4        | Provas Cegas, Parte 4 | 1 de Novembro de 2015  | Domingo 21:15h | 1 140 000                | 25,3% | #2            | 12.0%  | [ 8 ]  |
| 5        | Provas Cegas, Parte 5 | 8 de Novembro de 2015  | Domingo 21:15h | 1 111 500                | 25,1% | #2            | 11.7%  | [ 9 ]  |
| 6        | Provas Cegas, Parte 6 | 15 de Novembro de 2015 | Domingo 21:15h | 1 092 500                | 25,3% | #5            | 11.5%  | [ 10 ] |
| 7        | As Batalhas, Parte 1  | 22 de Novembro de 2015 | Domingo 21:15h | 1 073 500                | 23,1% | #4            | 11.3%  | [ 11 ] |
| 8        | As Batalhas, Parte 2  | 29 de Novembro de 2015 | Domingo 21:15h | 1 035 500                | 22,6% | #6            | 10.9%  | [ 12 ] |
| 9        | As Batalhas, Parte 3  | 6 de Dezembro de 2015  | Domingo 21:15h | 1 007 000                | 23,1% | #4            | 10.6%  | [ 13 ] |
| 10       | Tira-Teimas, Parte 1  | 13 de Dezembro de 2015 | Domingo 21:15h | 1 111 500                | 24,5% | #2            | 11.5%  | [ 14 ] |
| 11       | Tira-Teimas, Parte 2  | 20 de Dezembro de 2015 | Domingo 21:15h | 1 035 500                | 22,7% | #4            | 10,9%  | [ 15 ] |
| 12       | Quartas de Final      | 27 de Dezembro de 2015 | Domingo 21:15h | 1 045 000                | 22,8% | #5            | 11,0%  | [ 16 ] |
| 13       | A Semifinal           | 3 de Janeiro de 2016   | Domingo 21:15h | 997 500                  | 21,0% | #5            | 10,5%  | [ 17 ] |
| 14       | A Final               | 10 de Janeiro de 2016  | Domingo 21:15h | 1 235 500                | 27,2% | #2            | 13,0%  | [ 18 ] |